# El cóndor de oro
El cóndor de oro es una película de Argentina filmada en colores dirigida por Enrique Muzio sobre su propio guion escrito en colaboración Francisco D'Intino que se estrenó el 20 de abril de 1996 y que tuvo como actores principales a Pablo Alarcón, Ulises Dumont, Blanca Oteyza, Héctor Bordoni y Luis Medina Castro.
Fue filmada parcialmente en El Calafate, Buenos Aires, Villa Gesell y provincias de Misiones, Jujuy y Mendoza. Fue la última película de Medina Castro.

## Sinopsis
El descendiente y un amigo de un viejo tehuelche, recorren el país para reunir tres aros de oro que según la leyenda reavivarán el alma del cóndor de oro.

## Reparto
Participaron en el filme los siguientes intérpretes:
- Pablo Alarcón
- Ulises Dumont
- Blanca Oteyza
- Héctor Bordoni
- Luis Medina Castro
- Carlos Estrada
- Gogó Andreu
- Joaquín Furriel
- Roberto Cesán

## Comentarios
Martín Pérez en Página 12 escribió:

«Si no fuera por su implacable tedio, el trabajo de Muzio bien podía ser presentado como la Plan 9 del Espacio Sideral argentino.»

Sin Cortes escribió:

«…guion lineal y endeble.»

Santiago García en El Amante del Cine  escribió:

«Su mensaje ecologista no es nunca pretencioso y su contenido político es turístico pero más cercano al afecto por la tierra de uno que al nacionalismo en sus peores variantes. La película es mala y mucho, pero no muy aburrida, no sufrí su duración, salí del cine insultando o con dolor de cabeza.»